# Sadko (film)
Sadko (ros. Садко) – radziecka baśń filmowa z 1952 roku w reżyserii Aleksandra Ptuszko. Film jest oparty na operze Nikołaja Rimskiego-Korsakowa bazującej na rosyjskiej bylinie, której bohaterem jest Sadko.

## Obsada
- Siergiej Stolarow jako Sadko
- Ałła Łarionowa jako Lubawa
- Michaił Trojanowski

## Nagrody
- 1953: Srebrny Lew na 14. MFF w Wenecji. Nominacja do Złotego Lwa.